# Гуриели, Нино Давидовна
Нино Давидовна Гуриели (груз. ნინო გურიელი; 7 декабря 1961, Тбилиси) — грузинская шахматистка, международный мастер (1997). Журналистка. Из княжеского рода Гуриели, старшая из трёх дочерей главы этого мтаварского Дома Давида Николаевича Гуриели.
Чемпионка Грузинской ССР (1976). Участница 10 чемпионатов СССР (1975—1987); лучшие результаты: 1978 — 4-е; 1980/1981 — 2-е; 1982 — 4—7-е; 1983 — 4-е; 1985 — 3—4-е; 1987 — 4—5-е места. С 1978 участвует в соревнованиях на первенство мира. В зональных турнирах ФИДЕ (Фрунзе, 1978) — 1-е место, Чернигов (1985) — 2—4-е; межзональные турниры: Аликанте (1979) — 3-е; Тбилиси (1982) — 4—6-е; Железноводск (1985) — 7-е места. В соревновании претенденток проиграла ч/ф матч (1980) Н. Гаприндашвили: 3 : 6 (+2 −5 =2). В составе сборной Грузии участница 4-х Олимпиад (1992—1996 и 2000).
Лучшие результаты в других международных соревнованиях: Тбилиси (1975 и 1984) — 3—4-е и 3—5-е; Быдгощ (1978 и 1979) — 1-е; Одесса (1980) — 3-е; Белград (1981 и 1986) — 2-е и 1-е; Бад-Киссинген (1981) — 1—2-е; Сочи (1983, 1984 и 1985) — 1-е, 2—3-е и 3-е; Йер (1984) — 2-е; Пловдив (1986) — 1—2-е; Камагуэй (1987) — 1-е места.

## Семья
Нино замужем за грузинским шахматистом Зурабом Стуруа.

## Примечательные партии
|   | a | b | c | d | e | f | g | h |   |
| - | --- | --- | --- | --- | --- | --- | --- | --- | - |
| 8 | a8 чёрная ладья · d8 чёрная ладья · g8 чёрный король · c7 чёрный ферзь · d7 чёрный слон · e7 чёрный слон · f7 чёрная пешка · g7 чёрная пешка · h7 чёрная пешка · a6 чёрная пешка · c6 чёрный конь · d6 чёрная пешка · e6 чёрная пешка · f6 чёрный конь · b5 чёрная пешка · f5 белый конь · g5 белый слон · e4 белая пешка · b3 белый слон · c3 белый конь · g3 белый ферзь · a2 белая пешка · b2 белая пешка · c2 белая пешка · d2 белая пешка · f2 белая пешка · g2 белая пешка · h2 белая пешка · d1 белая ладья · e1 белая ладья · g1 белый король | a8 чёрная ладья · d8 чёрная ладья · g8 чёрный король · c7 чёрный ферзь · d7 чёрный слон · e7 чёрный слон · f7 чёрная пешка · g7 чёрная пешка · h7 чёрная пешка · a6 чёрная пешка · c6 чёрный конь · d6 чёрная пешка · e6 чёрная пешка · f6 чёрный конь · b5 чёрная пешка · f5 белый конь · g5 белый слон · e4 белая пешка · b3 белый слон · c3 белый конь · g3 белый ферзь · a2 белая пешка · b2 белая пешка · c2 белая пешка · d2 белая пешка · f2 белая пешка · g2 белая пешка · h2 белая пешка · d1 белая ладья · e1 белая ладья · g1 белый король | a8 чёрная ладья · d8 чёрная ладья · g8 чёрный король · c7 чёрный ферзь · d7 чёрный слон · e7 чёрный слон · f7 чёрная пешка · g7 чёрная пешка · h7 чёрная пешка · a6 чёрная пешка · c6 чёрный конь · d6 чёрная пешка · e6 чёрная пешка · f6 чёрный конь · b5 чёрная пешка · f5 белый конь · g5 белый слон · e4 белая пешка · b3 белый слон · c3 белый конь · g3 белый ферзь · a2 белая пешка · b2 белая пешка · c2 белая пешка · d2 белая пешка · f2 белая пешка · g2 белая пешка · h2 белая пешка · d1 белая ладья · e1 белая ладья · g1 белый король | a8 чёрная ладья · d8 чёрная ладья · g8 чёрный король · c7 чёрный ферзь · d7 чёрный слон · e7 чёрный слон · f7 чёрная пешка · g7 чёрная пешка · h7 чёрная пешка · a6 чёрная пешка · c6 чёрный конь · d6 чёрная пешка · e6 чёрная пешка · f6 чёрный конь · b5 чёрная пешка · f5 белый конь · g5 белый слон · e4 белая пешка · b3 белый слон · c3 белый конь · g3 белый ферзь · a2 белая пешка · b2 белая пешка · c2 белая пешка · d2 белая пешка · f2 белая пешка · g2 белая пешка · h2 белая пешка · d1 белая ладья · e1 белая ладья · g1 белый король | a8 чёрная ладья · d8 чёрная ладья · g8 чёрный король · c7 чёрный ферзь · d7 чёрный слон · e7 чёрный слон · f7 чёрная пешка · g7 чёрная пешка · h7 чёрная пешка · a6 чёрная пешка · c6 чёрный конь · d6 чёрная пешка · e6 чёрная пешка · f6 чёрный конь · b5 чёрная пешка · f5 белый конь · g5 белый слон · e4 белая пешка · b3 белый слон · c3 белый конь · g3 белый ферзь · a2 белая пешка · b2 белая пешка · c2 белая пешка · d2 белая пешка · f2 белая пешка · g2 белая пешка · h2 белая пешка · d1 белая ладья · e1 белая ладья · g1 белый король | a8 чёрная ладья · d8 чёрная ладья · g8 чёрный король · c7 чёрный ферзь · d7 чёрный слон · e7 чёрный слон · f7 чёрная пешка · g7 чёрная пешка · h7 чёрная пешка · a6 чёрная пешка · c6 чёрный конь · d6 чёрная пешка · e6 чёрная пешка · f6 чёрный конь · b5 чёрная пешка · f5 белый конь · g5 белый слон · e4 белая пешка · b3 белый слон · c3 белый конь · g3 белый ферзь · a2 белая пешка · b2 белая пешка · c2 белая пешка · d2 белая пешка · f2 белая пешка · g2 белая пешка · h2 белая пешка · d1 белая ладья · e1 белая ладья · g1 белый король | a8 чёрная ладья · d8 чёрная ладья · g8 чёрный король · c7 чёрный ферзь · d7 чёрный слон · e7 чёрный слон · f7 чёрная пешка · g7 чёрная пешка · h7 чёрная пешка · a6 чёрная пешка · c6 чёрный конь · d6 чёрная пешка · e6 чёрная пешка · f6 чёрный конь · b5 чёрная пешка · f5 белый конь · g5 белый слон · e4 белая пешка · b3 белый слон · c3 белый конь · g3 белый ферзь · a2 белая пешка · b2 белая пешка · c2 белая пешка · d2 белая пешка · f2 белая пешка · g2 белая пешка · h2 белая пешка · d1 белая ладья · e1 белая ладья · g1 белый король | a8 чёрная ладья · d8 чёрная ладья · g8 чёрный король · c7 чёрный ферзь · d7 чёрный слон · e7 чёрный слон · f7 чёрная пешка · g7 чёрная пешка · h7 чёрная пешка · a6 чёрная пешка · c6 чёрный конь · d6 чёрная пешка · e6 чёрная пешка · f6 чёрный конь · b5 чёрная пешка · f5 белый конь · g5 белый слон · e4 белая пешка · b3 белый слон · c3 белый конь · g3 белый ферзь · a2 белая пешка · b2 белая пешка · c2 белая пешка · d2 белая пешка · f2 белая пешка · g2 белая пешка · h2 белая пешка · d1 белая ладья · e1 белая ладья · g1 белый король | 8 |
| 7 | a8 чёрная ладья · d8 чёрная ладья · g8 чёрный король · c7 чёрный ферзь · d7 чёрный слон · e7 чёрный слон · f7 чёрная пешка · g7 чёрная пешка · h7 чёрная пешка · a6 чёрная пешка · c6 чёрный конь · d6 чёрная пешка · e6 чёрная пешка · f6 чёрный конь · b5 чёрная пешка · f5 белый конь · g5 белый слон · e4 белая пешка · b3 белый слон · c3 белый конь · g3 белый ферзь · a2 белая пешка · b2 белая пешка · c2 белая пешка · d2 белая пешка · f2 белая пешка · g2 белая пешка · h2 белая пешка · d1 белая ладья · e1 белая ладья · g1 белый король | a8 чёрная ладья · d8 чёрная ладья · g8 чёрный король · c7 чёрный ферзь · d7 чёрный слон · e7 чёрный слон · f7 чёрная пешка · g7 чёрная пешка · h7 чёрная пешка · a6 чёрная пешка · c6 чёрный конь · d6 чёрная пешка · e6 чёрная пешка · f6 чёрный конь · b5 чёрная пешка · f5 белый конь · g5 белый слон · e4 белая пешка · b3 белый слон · c3 белый конь · g3 белый ферзь · a2 белая пешка · b2 белая пешка · c2 белая пешка · d2 белая пешка · f2 белая пешка · g2 белая пешка · h2 белая пешка · d1 белая ладья · e1 белая ладья · g1 белый король | a8 чёрная ладья · d8 чёрная ладья · g8 чёрный король · c7 чёрный ферзь · d7 чёрный слон · e7 чёрный слон · f7 чёрная пешка · g7 чёрная пешка · h7 чёрная пешка · a6 чёрная пешка · c6 чёрный конь · d6 чёрная пешка · e6 чёрная пешка · f6 чёрный конь · b5 чёрная пешка · f5 белый конь · g5 белый слон · e4 белая пешка · b3 белый слон · c3 белый конь · g3 белый ферзь · a2 белая пешка · b2 белая пешка · c2 белая пешка · d2 белая пешка · f2 белая пешка · g2 белая пешка · h2 белая пешка · d1 белая ладья · e1 белая ладья · g1 белый король | a8 чёрная ладья · d8 чёрная ладья · g8 чёрный король · c7 чёрный ферзь · d7 чёрный слон · e7 чёрный слон · f7 чёрная пешка · g7 чёрная пешка · h7 чёрная пешка · a6 чёрная пешка · c6 чёрный конь · d6 чёрная пешка · e6 чёрная пешка · f6 чёрный конь · b5 чёрная пешка · f5 белый конь · g5 белый слон · e4 белая пешка · b3 белый слон · c3 белый конь · g3 белый ферзь · a2 белая пешка · b2 белая пешка · c2 белая пешка · d2 белая пешка · f2 белая пешка · g2 белая пешка · h2 белая пешка · d1 белая ладья · e1 белая ладья · g1 белый король | a8 чёрная ладья · d8 чёрная ладья · g8 чёрный король · c7 чёрный ферзь · d7 чёрный слон · e7 чёрный слон · f7 чёрная пешка · g7 чёрная пешка · h7 чёрная пешка · a6 чёрная пешка · c6 чёрный конь · d6 чёрная пешка · e6 чёрная пешка · f6 чёрный конь · b5 чёрная пешка · f5 белый конь · g5 белый слон · e4 белая пешка · b3 белый слон · c3 белый конь · g3 белый ферзь · a2 белая пешка · b2 белая пешка · c2 белая пешка · d2 белая пешка · f2 белая пешка · g2 белая пешка · h2 белая пешка · d1 белая ладья · e1 белая ладья · g1 белый король | a8 чёрная ладья · d8 чёрная ладья · g8 чёрный король · c7 чёрный ферзь · d7 чёрный слон · e7 чёрный слон · f7 чёрная пешка · g7 чёрная пешка · h7 чёрная пешка · a6 чёрная пешка · c6 чёрный конь · d6 чёрная пешка · e6 чёрная пешка · f6 чёрный конь · b5 чёрная пешка · f5 белый конь · g5 белый слон · e4 белая пешка · b3 белый слон · c3 белый конь · g3 белый ферзь · a2 белая пешка · b2 белая пешка · c2 белая пешка · d2 белая пешка · f2 белая пешка · g2 белая пешка · h2 белая пешка · d1 белая ладья · e1 белая ладья · g1 белый король | a8 чёрная ладья · d8 чёрная ладья · g8 чёрный король · c7 чёрный ферзь · d7 чёрный слон · e7 чёрный слон · f7 чёрная пешка · g7 чёрная пешка · h7 чёрная пешка · a6 чёрная пешка · c6 чёрный конь · d6 чёрная пешка · e6 чёрная пешка · f6 чёрный конь · b5 чёрная пешка · f5 белый конь · g5 белый слон · e4 белая пешка · b3 белый слон · c3 белый конь · g3 белый ферзь · a2 белая пешка · b2 белая пешка · c2 белая пешка · d2 белая пешка · f2 белая пешка · g2 белая пешка · h2 белая пешка · d1 белая ладья · e1 белая ладья · g1 белый король | a8 чёрная ладья · d8 чёрная ладья · g8 чёрный король · c7 чёрный ферзь · d7 чёрный слон · e7 чёрный слон · f7 чёрная пешка · g7 чёрная пешка · h7 чёрная пешка · a6 чёрная пешка · c6 чёрный конь · d6 чёрная пешка · e6 чёрная пешка · f6 чёрный конь · b5 чёрная пешка · f5 белый конь · g5 белый слон · e4 белая пешка · b3 белый слон · c3 белый конь · g3 белый ферзь · a2 белая пешка · b2 белая пешка · c2 белая пешка · d2 белая пешка · f2 белая пешка · g2 белая пешка · h2 белая пешка · d1 белая ладья · e1 белая ладья · g1 белый король | 7 |
| 6 | a8 чёрная ладья · d8 чёрная ладья · g8 чёрный король · c7 чёрный ферзь · d7 чёрный слон · e7 чёрный слон · f7 чёрная пешка · g7 чёрная пешка · h7 чёрная пешка · a6 чёрная пешка · c6 чёрный конь · d6 чёрная пешка · e6 чёрная пешка · f6 чёрный конь · b5 чёрная пешка · f5 белый конь · g5 белый слон · e4 белая пешка · b3 белый слон · c3 белый конь · g3 белый ферзь · a2 белая пешка · b2 белая пешка · c2 белая пешка · d2 белая пешка · f2 белая пешка · g2 белая пешка · h2 белая пешка · d1 белая ладья · e1 белая ладья · g1 белый король | a8 чёрная ладья · d8 чёрная ладья · g8 чёрный король · c7 чёрный ферзь · d7 чёрный слон · e7 чёрный слон · f7 чёрная пешка · g7 чёрная пешка · h7 чёрная пешка · a6 чёрная пешка · c6 чёрный конь · d6 чёрная пешка · e6 чёрная пешка · f6 чёрный конь · b5 чёрная пешка · f5 белый конь · g5 белый слон · e4 белая пешка · b3 белый слон · c3 белый конь · g3 белый ферзь · a2 белая пешка · b2 белая пешка · c2 белая пешка · d2 белая пешка · f2 белая пешка · g2 белая пешка · h2 белая пешка · d1 белая ладья · e1 белая ладья · g1 белый король | a8 чёрная ладья · d8 чёрная ладья · g8 чёрный король · c7 чёрный ферзь · d7 чёрный слон · e7 чёрный слон · f7 чёрная пешка · g7 чёрная пешка · h7 чёрная пешка · a6 чёрная пешка · c6 чёрный конь · d6 чёрная пешка · e6 чёрная пешка · f6 чёрный конь · b5 чёрная пешка · f5 белый конь · g5 белый слон · e4 белая пешка · b3 белый слон · c3 белый конь · g3 белый ферзь · a2 белая пешка · b2 белая пешка · c2 белая пешка · d2 белая пешка · f2 белая пешка · g2 белая пешка · h2 белая пешка · d1 белая ладья · e1 белая ладья · g1 белый король | a8 чёрная ладья · d8 чёрная ладья · g8 чёрный король · c7 чёрный ферзь · d7 чёрный слон · e7 чёрный слон · f7 чёрная пешка · g7 чёрная пешка · h7 чёрная пешка · a6 чёрная пешка · c6 чёрный конь · d6 чёрная пешка · e6 чёрная пешка · f6 чёрный конь · b5 чёрная пешка · f5 белый конь · g5 белый слон · e4 белая пешка · b3 белый слон · c3 белый конь · g3 белый ферзь · a2 белая пешка · b2 белая пешка · c2 белая пешка · d2 белая пешка · f2 белая пешка · g2 белая пешка · h2 белая пешка · d1 белая ладья · e1 белая ладья · g1 белый король | a8 чёрная ладья · d8 чёрная ладья · g8 чёрный король · c7 чёрный ферзь · d7 чёрный слон · e7 чёрный слон · f7 чёрная пешка · g7 чёрная пешка · h7 чёрная пешка · a6 чёрная пешка · c6 чёрный конь · d6 чёрная пешка · e6 чёрная пешка · f6 чёрный конь · b5 чёрная пешка · f5 белый конь · g5 белый слон · e4 белая пешка · b3 белый слон · c3 белый конь · g3 белый ферзь · a2 белая пешка · b2 белая пешка · c2 белая пешка · d2 белая пешка · f2 белая пешка · g2 белая пешка · h2 белая пешка · d1 белая ладья · e1 белая ладья · g1 белый король | a8 чёрная ладья · d8 чёрная ладья · g8 чёрный король · c7 чёрный ферзь · d7 чёрный слон · e7 чёрный слон · f7 чёрная пешка · g7 чёрная пешка · h7 чёрная пешка · a6 чёрная пешка · c6 чёрный конь · d6 чёрная пешка · e6 чёрная пешка · f6 чёрный конь · b5 чёрная пешка · f5 белый конь · g5 белый слон · e4 белая пешка · b3 белый слон · c3 белый конь · g3 белый ферзь · a2 белая пешка · b2 белая пешка · c2 белая пешка · d2 белая пешка · f2 белая пешка · g2 белая пешка · h2 белая пешка · d1 белая ладья · e1 белая ладья · g1 белый король | a8 чёрная ладья · d8 чёрная ладья · g8 чёрный король · c7 чёрный ферзь · d7 чёрный слон · e7 чёрный слон · f7 чёрная пешка · g7 чёрная пешка · h7 чёрная пешка · a6 чёрная пешка · c6 чёрный конь · d6 чёрная пешка · e6 чёрная пешка · f6 чёрный конь · b5 чёрная пешка · f5 белый конь · g5 белый слон · e4 белая пешка · b3 белый слон · c3 белый конь · g3 белый ферзь · a2 белая пешка · b2 белая пешка · c2 белая пешка · d2 белая пешка · f2 белая пешка · g2 белая пешка · h2 белая пешка · d1 белая ладья · e1 белая ладья · g1 белый король | a8 чёрная ладья · d8 чёрная ладья · g8 чёрный король · c7 чёрный ферзь · d7 чёрный слон · e7 чёрный слон · f7 чёрная пешка · g7 чёрная пешка · h7 чёрная пешка · a6 чёрная пешка · c6 чёрный конь · d6 чёрная пешка · e6 чёрная пешка · f6 чёрный конь · b5 чёрная пешка · f5 белый конь · g5 белый слон · e4 белая пешка · b3 белый слон · c3 белый конь · g3 белый ферзь · a2 белая пешка · b2 белая пешка · c2 белая пешка · d2 белая пешка · f2 белая пешка · g2 белая пешка · h2 белая пешка · d1 белая ладья · e1 белая ладья · g1 белый король | 6 |
| 5 | a8 чёрная ладья · d8 чёрная ладья · g8 чёрный король · c7 чёрный ферзь · d7 чёрный слон · e7 чёрный слон · f7 чёрная пешка · g7 чёрная пешка · h7 чёрная пешка · a6 чёрная пешка · c6 чёрный конь · d6 чёрная пешка · e6 чёрная пешка · f6 чёрный конь · b5 чёрная пешка · f5 белый конь · g5 белый слон · e4 белая пешка · b3 белый слон · c3 белый конь · g3 белый ферзь · a2 белая пешка · b2 белая пешка · c2 белая пешка · d2 белая пешка · f2 белая пешка · g2 белая пешка · h2 белая пешка · d1 белая ладья · e1 белая ладья · g1 белый король | a8 чёрная ладья · d8 чёрная ладья · g8 чёрный король · c7 чёрный ферзь · d7 чёрный слон · e7 чёрный слон · f7 чёрная пешка · g7 чёрная пешка · h7 чёрная пешка · a6 чёрная пешка · c6 чёрный конь · d6 чёрная пешка · e6 чёрная пешка · f6 чёрный конь · b5 чёрная пешка · f5 белый конь · g5 белый слон · e4 белая пешка · b3 белый слон · c3 белый конь · g3 белый ферзь · a2 белая пешка · b2 белая пешка · c2 белая пешка · d2 белая пешка · f2 белая пешка · g2 белая пешка · h2 белая пешка · d1 белая ладья · e1 белая ладья · g1 белый король | a8 чёрная ладья · d8 чёрная ладья · g8 чёрный король · c7 чёрный ферзь · d7 чёрный слон · e7 чёрный слон · f7 чёрная пешка · g7 чёрная пешка · h7 чёрная пешка · a6 чёрная пешка · c6 чёрный конь · d6 чёрная пешка · e6 чёрная пешка · f6 чёрный конь · b5 чёрная пешка · f5 белый конь · g5 белый слон · e4 белая пешка · b3 белый слон · c3 белый конь · g3 белый ферзь · a2 белая пешка · b2 белая пешка · c2 белая пешка · d2 белая пешка · f2 белая пешка · g2 белая пешка · h2 белая пешка · d1 белая ладья · e1 белая ладья · g1 белый король | a8 чёрная ладья · d8 чёрная ладья · g8 чёрный король · c7 чёрный ферзь · d7 чёрный слон · e7 чёрный слон · f7 чёрная пешка · g7 чёрная пешка · h7 чёрная пешка · a6 чёрная пешка · c6 чёрный конь · d6 чёрная пешка · e6 чёрная пешка · f6 чёрный конь · b5 чёрная пешка · f5 белый конь · g5 белый слон · e4 белая пешка · b3 белый слон · c3 белый конь · g3 белый ферзь · a2 белая пешка · b2 белая пешка · c2 белая пешка · d2 белая пешка · f2 белая пешка · g2 белая пешка · h2 белая пешка · d1 белая ладья · e1 белая ладья · g1 белый король | a8 чёрная ладья · d8 чёрная ладья · g8 чёрный король · c7 чёрный ферзь · d7 чёрный слон · e7 чёрный слон · f7 чёрная пешка · g7 чёрная пешка · h7 чёрная пешка · a6 чёрная пешка · c6 чёрный конь · d6 чёрная пешка · e6 чёрная пешка · f6 чёрный конь · b5 чёрная пешка · f5 белый конь · g5 белый слон · e4 белая пешка · b3 белый слон · c3 белый конь · g3 белый ферзь · a2 белая пешка · b2 белая пешка · c2 белая пешка · d2 белая пешка · f2 белая пешка · g2 белая пешка · h2 белая пешка · d1 белая ладья · e1 белая ладья · g1 белый король | a8 чёрная ладья · d8 чёрная ладья · g8 чёрный король · c7 чёрный ферзь · d7 чёрный слон · e7 чёрный слон · f7 чёрная пешка · g7 чёрная пешка · h7 чёрная пешка · a6 чёрная пешка · c6 чёрный конь · d6 чёрная пешка · e6 чёрная пешка · f6 чёрный конь · b5 чёрная пешка · f5 белый конь · g5 белый слон · e4 белая пешка · b3 белый слон · c3 белый конь · g3 белый ферзь · a2 белая пешка · b2 белая пешка · c2 белая пешка · d2 белая пешка · f2 белая пешка · g2 белая пешка · h2 белая пешка · d1 белая ладья · e1 белая ладья · g1 белый король | a8 чёрная ладья · d8 чёрная ладья · g8 чёрный король · c7 чёрный ферзь · d7 чёрный слон · e7 чёрный слон · f7 чёрная пешка · g7 чёрная пешка · h7 чёрная пешка · a6 чёрная пешка · c6 чёрный конь · d6 чёрная пешка · e6 чёрная пешка · f6 чёрный конь · b5 чёрная пешка · f5 белый конь · g5 белый слон · e4 белая пешка · b3 белый слон · c3 белый конь · g3 белый ферзь · a2 белая пешка · b2 белая пешка · c2 белая пешка · d2 белая пешка · f2 белая пешка · g2 белая пешка · h2 белая пешка · d1 белая ладья · e1 белая ладья · g1 белый король | a8 чёрная ладья · d8 чёрная ладья · g8 чёрный король · c7 чёрный ферзь · d7 чёрный слон · e7 чёрный слон · f7 чёрная пешка · g7 чёрная пешка · h7 чёрная пешка · a6 чёрная пешка · c6 чёрный конь · d6 чёрная пешка · e6 чёрная пешка · f6 чёрный конь · b5 чёрная пешка · f5 белый конь · g5 белый слон · e4 белая пешка · b3 белый слон · c3 белый конь · g3 белый ферзь · a2 белая пешка · b2 белая пешка · c2 белая пешка · d2 белая пешка · f2 белая пешка · g2 белая пешка · h2 белая пешка · d1 белая ладья · e1 белая ладья · g1 белый король | 5 |
| 4 | a8 чёрная ладья · d8 чёрная ладья · g8 чёрный король · c7 чёрный ферзь · d7 чёрный слон · e7 чёрный слон · f7 чёрная пешка · g7 чёрная пешка · h7 чёрная пешка · a6 чёрная пешка · c6 чёрный конь · d6 чёрная пешка · e6 чёрная пешка · f6 чёрный конь · b5 чёрная пешка · f5 белый конь · g5 белый слон · e4 белая пешка · b3 белый слон · c3 белый конь · g3 белый ферзь · a2 белая пешка · b2 белая пешка · c2 белая пешка · d2 белая пешка · f2 белая пешка · g2 белая пешка · h2 белая пешка · d1 белая ладья · e1 белая ладья · g1 белый король | a8 чёрная ладья · d8 чёрная ладья · g8 чёрный король · c7 чёрный ферзь · d7 чёрный слон · e7 чёрный слон · f7 чёрная пешка · g7 чёрная пешка · h7 чёрная пешка · a6 чёрная пешка · c6 чёрный конь · d6 чёрная пешка · e6 чёрная пешка · f6 чёрный конь · b5 чёрная пешка · f5 белый конь · g5 белый слон · e4 белая пешка · b3 белый слон · c3 белый конь · g3 белый ферзь · a2 белая пешка · b2 белая пешка · c2 белая пешка · d2 белая пешка · f2 белая пешка · g2 белая пешка · h2 белая пешка · d1 белая ладья · e1 белая ладья · g1 белый король | a8 чёрная ладья · d8 чёрная ладья · g8 чёрный король · c7 чёрный ферзь · d7 чёрный слон · e7 чёрный слон · f7 чёрная пешка · g7 чёрная пешка · h7 чёрная пешка · a6 чёрная пешка · c6 чёрный конь · d6 чёрная пешка · e6 чёрная пешка · f6 чёрный конь · b5 чёрная пешка · f5 белый конь · g5 белый слон · e4 белая пешка · b3 белый слон · c3 белый конь · g3 белый ферзь · a2 белая пешка · b2 белая пешка · c2 белая пешка · d2 белая пешка · f2 белая пешка · g2 белая пешка · h2 белая пешка · d1 белая ладья · e1 белая ладья · g1 белый король | a8 чёрная ладья · d8 чёрная ладья · g8 чёрный король · c7 чёрный ферзь · d7 чёрный слон · e7 чёрный слон · f7 чёрная пешка · g7 чёрная пешка · h7 чёрная пешка · a6 чёрная пешка · c6 чёрный конь · d6 чёрная пешка · e6 чёрная пешка · f6 чёрный конь · b5 чёрная пешка · f5 белый конь · g5 белый слон · e4 белая пешка · b3 белый слон · c3 белый конь · g3 белый ферзь · a2 белая пешка · b2 белая пешка · c2 белая пешка · d2 белая пешка · f2 белая пешка · g2 белая пешка · h2 белая пешка · d1 белая ладья · e1 белая ладья · g1 белый король | a8 чёрная ладья · d8 чёрная ладья · g8 чёрный король · c7 чёрный ферзь · d7 чёрный слон · e7 чёрный слон · f7 чёрная пешка · g7 чёрная пешка · h7 чёрная пешка · a6 чёрная пешка · c6 чёрный конь · d6 чёрная пешка · e6 чёрная пешка · f6 чёрный конь · b5 чёрная пешка · f5 белый конь · g5 белый слон · e4 белая пешка · b3 белый слон · c3 белый конь · g3 белый ферзь · a2 белая пешка · b2 белая пешка · c2 белая пешка · d2 белая пешка · f2 белая пешка · g2 белая пешка · h2 белая пешка · d1 белая ладья · e1 белая ладья · g1 белый король | a8 чёрная ладья · d8 чёрная ладья · g8 чёрный король · c7 чёрный ферзь · d7 чёрный слон · e7 чёрный слон · f7 чёрная пешка · g7 чёрная пешка · h7 чёрная пешка · a6 чёрная пешка · c6 чёрный конь · d6 чёрная пешка · e6 чёрная пешка · f6 чёрный конь · b5 чёрная пешка · f5 белый конь · g5 белый слон · e4 белая пешка · b3 белый слон · c3 белый конь · g3 белый ферзь · a2 белая пешка · b2 белая пешка · c2 белая пешка · d2 белая пешка · f2 белая пешка · g2 белая пешка · h2 белая пешка · d1 белая ладья · e1 белая ладья · g1 белый король | a8 чёрная ладья · d8 чёрная ладья · g8 чёрный король · c7 чёрный ферзь · d7 чёрный слон · e7 чёрный слон · f7 чёрная пешка · g7 чёрная пешка · h7 чёрная пешка · a6 чёрная пешка · c6 чёрный конь · d6 чёрная пешка · e6 чёрная пешка · f6 чёрный конь · b5 чёрная пешка · f5 белый конь · g5 белый слон · e4 белая пешка · b3 белый слон · c3 белый конь · g3 белый ферзь · a2 белая пешка · b2 белая пешка · c2 белая пешка · d2 белая пешка · f2 белая пешка · g2 белая пешка · h2 белая пешка · d1 белая ладья · e1 белая ладья · g1 белый король | a8 чёрная ладья · d8 чёрная ладья · g8 чёрный король · c7 чёрный ферзь · d7 чёрный слон · e7 чёрный слон · f7 чёрная пешка · g7 чёрная пешка · h7 чёрная пешка · a6 чёрная пешка · c6 чёрный конь · d6 чёрная пешка · e6 чёрная пешка · f6 чёрный конь · b5 чёрная пешка · f5 белый конь · g5 белый слон · e4 белая пешка · b3 белый слон · c3 белый конь · g3 белый ферзь · a2 белая пешка · b2 белая пешка · c2 белая пешка · d2 белая пешка · f2 белая пешка · g2 белая пешка · h2 белая пешка · d1 белая ладья · e1 белая ладья · g1 белый король | 4 |
| 3 | a8 чёрная ладья · d8 чёрная ладья · g8 чёрный король · c7 чёрный ферзь · d7 чёрный слон · e7 чёрный слон · f7 чёрная пешка · g7 чёрная пешка · h7 чёрная пешка · a6 чёрная пешка · c6 чёрный конь · d6 чёрная пешка · e6 чёрная пешка · f6 чёрный конь · b5 чёрная пешка · f5 белый конь · g5 белый слон · e4 белая пешка · b3 белый слон · c3 белый конь · g3 белый ферзь · a2 белая пешка · b2 белая пешка · c2 белая пешка · d2 белая пешка · f2 белая пешка · g2 белая пешка · h2 белая пешка · d1 белая ладья · e1 белая ладья · g1 белый король | a8 чёрная ладья · d8 чёрная ладья · g8 чёрный король · c7 чёрный ферзь · d7 чёрный слон · e7 чёрный слон · f7 чёрная пешка · g7 чёрная пешка · h7 чёрная пешка · a6 чёрная пешка · c6 чёрный конь · d6 чёрная пешка · e6 чёрная пешка · f6 чёрный конь · b5 чёрная пешка · f5 белый конь · g5 белый слон · e4 белая пешка · b3 белый слон · c3 белый конь · g3 белый ферзь · a2 белая пешка · b2 белая пешка · c2 белая пешка · d2 белая пешка · f2 белая пешка · g2 белая пешка · h2 белая пешка · d1 белая ладья · e1 белая ладья · g1 белый король | a8 чёрная ладья · d8 чёрная ладья · g8 чёрный король · c7 чёрный ферзь · d7 чёрный слон · e7 чёрный слон · f7 чёрная пешка · g7 чёрная пешка · h7 чёрная пешка · a6 чёрная пешка · c6 чёрный конь · d6 чёрная пешка · e6 чёрная пешка · f6 чёрный конь · b5 чёрная пешка · f5 белый конь · g5 белый слон · e4 белая пешка · b3 белый слон · c3 белый конь · g3 белый ферзь · a2 белая пешка · b2 белая пешка · c2 белая пешка · d2 белая пешка · f2 белая пешка · g2 белая пешка · h2 белая пешка · d1 белая ладья · e1 белая ладья · g1 белый король | a8 чёрная ладья · d8 чёрная ладья · g8 чёрный король · c7 чёрный ферзь · d7 чёрный слон · e7 чёрный слон · f7 чёрная пешка · g7 чёрная пешка · h7 чёрная пешка · a6 чёрная пешка · c6 чёрный конь · d6 чёрная пешка · e6 чёрная пешка · f6 чёрный конь · b5 чёрная пешка · f5 белый конь · g5 белый слон · e4 белая пешка · b3 белый слон · c3 белый конь · g3 белый ферзь · a2 белая пешка · b2 белая пешка · c2 белая пешка · d2 белая пешка · f2 белая пешка · g2 белая пешка · h2 белая пешка · d1 белая ладья · e1 белая ладья · g1 белый король | a8 чёрная ладья · d8 чёрная ладья · g8 чёрный король · c7 чёрный ферзь · d7 чёрный слон · e7 чёрный слон · f7 чёрная пешка · g7 чёрная пешка · h7 чёрная пешка · a6 чёрная пешка · c6 чёрный конь · d6 чёрная пешка · e6 чёрная пешка · f6 чёрный конь · b5 чёрная пешка · f5 белый конь · g5 белый слон · e4 белая пешка · b3 белый слон · c3 белый конь · g3 белый ферзь · a2 белая пешка · b2 белая пешка · c2 белая пешка · d2 белая пешка · f2 белая пешка · g2 белая пешка · h2 белая пешка · d1 белая ладья · e1 белая ладья · g1 белый король | a8 чёрная ладья · d8 чёрная ладья · g8 чёрный король · c7 чёрный ферзь · d7 чёрный слон · e7 чёрный слон · f7 чёрная пешка · g7 чёрная пешка · h7 чёрная пешка · a6 чёрная пешка · c6 чёрный конь · d6 чёрная пешка · e6 чёрная пешка · f6 чёрный конь · b5 чёрная пешка · f5 белый конь · g5 белый слон · e4 белая пешка · b3 белый слон · c3 белый конь · g3 белый ферзь · a2 белая пешка · b2 белая пешка · c2 белая пешка · d2 белая пешка · f2 белая пешка · g2 белая пешка · h2 белая пешка · d1 белая ладья · e1 белая ладья · g1 белый король | a8 чёрная ладья · d8 чёрная ладья · g8 чёрный король · c7 чёрный ферзь · d7 чёрный слон · e7 чёрный слон · f7 чёрная пешка · g7 чёрная пешка · h7 чёрная пешка · a6 чёрная пешка · c6 чёрный конь · d6 чёрная пешка · e6 чёрная пешка · f6 чёрный конь · b5 чёрная пешка · f5 белый конь · g5 белый слон · e4 белая пешка · b3 белый слон · c3 белый конь · g3 белый ферзь · a2 белая пешка · b2 белая пешка · c2 белая пешка · d2 белая пешка · f2 белая пешка · g2 белая пешка · h2 белая пешка · d1 белая ладья · e1 белая ладья · g1 белый король | a8 чёрная ладья · d8 чёрная ладья · g8 чёрный король · c7 чёрный ферзь · d7 чёрный слон · e7 чёрный слон · f7 чёрная пешка · g7 чёрная пешка · h7 чёрная пешка · a6 чёрная пешка · c6 чёрный конь · d6 чёрная пешка · e6 чёрная пешка · f6 чёрный конь · b5 чёрная пешка · f5 белый конь · g5 белый слон · e4 белая пешка · b3 белый слон · c3 белый конь · g3 белый ферзь · a2 белая пешка · b2 белая пешка · c2 белая пешка · d2 белая пешка · f2 белая пешка · g2 белая пешка · h2 белая пешка · d1 белая ладья · e1 белая ладья · g1 белый король | 3 |
| 2 | a8 чёрная ладья · d8 чёрная ладья · g8 чёрный король · c7 чёрный ферзь · d7 чёрный слон · e7 чёрный слон · f7 чёрная пешка · g7 чёрная пешка · h7 чёрная пешка · a6 чёрная пешка · c6 чёрный конь · d6 чёрная пешка · e6 чёрная пешка · f6 чёрный конь · b5 чёрная пешка · f5 белый конь · g5 белый слон · e4 белая пешка · b3 белый слон · c3 белый конь · g3 белый ферзь · a2 белая пешка · b2 белая пешка · c2 белая пешка · d2 белая пешка · f2 белая пешка · g2 белая пешка · h2 белая пешка · d1 белая ладья · e1 белая ладья · g1 белый король | a8 чёрная ладья · d8 чёрная ладья · g8 чёрный король · c7 чёрный ферзь · d7 чёрный слон · e7 чёрный слон · f7 чёрная пешка · g7 чёрная пешка · h7 чёрная пешка · a6 чёрная пешка · c6 чёрный конь · d6 чёрная пешка · e6 чёрная пешка · f6 чёрный конь · b5 чёрная пешка · f5 белый конь · g5 белый слон · e4 белая пешка · b3 белый слон · c3 белый конь · g3 белый ферзь · a2 белая пешка · b2 белая пешка · c2 белая пешка · d2 белая пешка · f2 белая пешка · g2 белая пешка · h2 белая пешка · d1 белая ладья · e1 белая ладья · g1 белый король | a8 чёрная ладья · d8 чёрная ладья · g8 чёрный король · c7 чёрный ферзь · d7 чёрный слон · e7 чёрный слон · f7 чёрная пешка · g7 чёрная пешка · h7 чёрная пешка · a6 чёрная пешка · c6 чёрный конь · d6 чёрная пешка · e6 чёрная пешка · f6 чёрный конь · b5 чёрная пешка · f5 белый конь · g5 белый слон · e4 белая пешка · b3 белый слон · c3 белый конь · g3 белый ферзь · a2 белая пешка · b2 белая пешка · c2 белая пешка · d2 белая пешка · f2 белая пешка · g2 белая пешка · h2 белая пешка · d1 белая ладья · e1 белая ладья · g1 белый король | a8 чёрная ладья · d8 чёрная ладья · g8 чёрный король · c7 чёрный ферзь · d7 чёрный слон · e7 чёрный слон · f7 чёрная пешка · g7 чёрная пешка · h7 чёрная пешка · a6 чёрная пешка · c6 чёрный конь · d6 чёрная пешка · e6 чёрная пешка · f6 чёрный конь · b5 чёрная пешка · f5 белый конь · g5 белый слон · e4 белая пешка · b3 белый слон · c3 белый конь · g3 белый ферзь · a2 белая пешка · b2 белая пешка · c2 белая пешка · d2 белая пешка · f2 белая пешка · g2 белая пешка · h2 белая пешка · d1 белая ладья · e1 белая ладья · g1 белый король | a8 чёрная ладья · d8 чёрная ладья · g8 чёрный король · c7 чёрный ферзь · d7 чёрный слон · e7 чёрный слон · f7 чёрная пешка · g7 чёрная пешка · h7 чёрная пешка · a6 чёрная пешка · c6 чёрный конь · d6 чёрная пешка · e6 чёрная пешка · f6 чёрный конь · b5 чёрная пешка · f5 белый конь · g5 белый слон · e4 белая пешка · b3 белый слон · c3 белый конь · g3 белый ферзь · a2 белая пешка · b2 белая пешка · c2 белая пешка · d2 белая пешка · f2 белая пешка · g2 белая пешка · h2 белая пешка · d1 белая ладья · e1 белая ладья · g1 белый король | a8 чёрная ладья · d8 чёрная ладья · g8 чёрный король · c7 чёрный ферзь · d7 чёрный слон · e7 чёрный слон · f7 чёрная пешка · g7 чёрная пешка · h7 чёрная пешка · a6 чёрная пешка · c6 чёрный конь · d6 чёрная пешка · e6 чёрная пешка · f6 чёрный конь · b5 чёрная пешка · f5 белый конь · g5 белый слон · e4 белая пешка · b3 белый слон · c3 белый конь · g3 белый ферзь · a2 белая пешка · b2 белая пешка · c2 белая пешка · d2 белая пешка · f2 белая пешка · g2 белая пешка · h2 белая пешка · d1 белая ладья · e1 белая ладья · g1 белый король | a8 чёрная ладья · d8 чёрная ладья · g8 чёрный король · c7 чёрный ферзь · d7 чёрный слон · e7 чёрный слон · f7 чёрная пешка · g7 чёрная пешка · h7 чёрная пешка · a6 чёрная пешка · c6 чёрный конь · d6 чёрная пешка · e6 чёрная пешка · f6 чёрный конь · b5 чёрная пешка · f5 белый конь · g5 белый слон · e4 белая пешка · b3 белый слон · c3 белый конь · g3 белый ферзь · a2 белая пешка · b2 белая пешка · c2 белая пешка · d2 белая пешка · f2 белая пешка · g2 белая пешка · h2 белая пешка · d1 белая ладья · e1 белая ладья · g1 белый король | a8 чёрная ладья · d8 чёрная ладья · g8 чёрный король · c7 чёрный ферзь · d7 чёрный слон · e7 чёрный слон · f7 чёрная пешка · g7 чёрная пешка · h7 чёрная пешка · a6 чёрная пешка · c6 чёрный конь · d6 чёрная пешка · e6 чёрная пешка · f6 чёрный конь · b5 чёрная пешка · f5 белый конь · g5 белый слон · e4 белая пешка · b3 белый слон · c3 белый конь · g3 белый ферзь · a2 белая пешка · b2 белая пешка · c2 белая пешка · d2 белая пешка · f2 белая пешка · g2 белая пешка · h2 белая пешка · d1 белая ладья · e1 белая ладья · g1 белый король | 2 |
| 1 | a8 чёрная ладья · d8 чёрная ладья · g8 чёрный король · c7 чёрный ферзь · d7 чёрный слон · e7 чёрный слон · f7 чёрная пешка · g7 чёрная пешка · h7 чёрная пешка · a6 чёрная пешка · c6 чёрный конь · d6 чёрная пешка · e6 чёрная пешка · f6 чёрный конь · b5 чёрная пешка · f5 белый конь · g5 белый слон · e4 белая пешка · b3 белый слон · c3 белый конь · g3 белый ферзь · a2 белая пешка · b2 белая пешка · c2 белая пешка · d2 белая пешка · f2 белая пешка · g2 белая пешка · h2 белая пешка · d1 белая ладья · e1 белая ладья · g1 белый король | a8 чёрная ладья · d8 чёрная ладья · g8 чёрный король · c7 чёрный ферзь · d7 чёрный слон · e7 чёрный слон · f7 чёрная пешка · g7 чёрная пешка · h7 чёрная пешка · a6 чёрная пешка · c6 чёрный конь · d6 чёрная пешка · e6 чёрная пешка · f6 чёрный конь · b5 чёрная пешка · f5 белый конь · g5 белый слон · e4 белая пешка · b3 белый слон · c3 белый конь · g3 белый ферзь · a2 белая пешка · b2 белая пешка · c2 белая пешка · d2 белая пешка · f2 белая пешка · g2 белая пешка · h2 белая пешка · d1 белая ладья · e1 белая ладья · g1 белый король | a8 чёрная ладья · d8 чёрная ладья · g8 чёрный король · c7 чёрный ферзь · d7 чёрный слон · e7 чёрный слон · f7 чёрная пешка · g7 чёрная пешка · h7 чёрная пешка · a6 чёрная пешка · c6 чёрный конь · d6 чёрная пешка · e6 чёрная пешка · f6 чёрный конь · b5 чёрная пешка · f5 белый конь · g5 белый слон · e4 белая пешка · b3 белый слон · c3 белый конь · g3 белый ферзь · a2 белая пешка · b2 белая пешка · c2 белая пешка · d2 белая пешка · f2 белая пешка · g2 белая пешка · h2 белая пешка · d1 белая ладья · e1 белая ладья · g1 белый король | a8 чёрная ладья · d8 чёрная ладья · g8 чёрный король · c7 чёрный ферзь · d7 чёрный слон · e7 чёрный слон · f7 чёрная пешка · g7 чёрная пешка · h7 чёрная пешка · a6 чёрная пешка · c6 чёрный конь · d6 чёрная пешка · e6 чёрная пешка · f6 чёрный конь · b5 чёрная пешка · f5 белый конь · g5 белый слон · e4 белая пешка · b3 белый слон · c3 белый конь · g3 белый ферзь · a2 белая пешка · b2 белая пешка · c2 белая пешка · d2 белая пешка · f2 белая пешка · g2 белая пешка · h2 белая пешка · d1 белая ладья · e1 белая ладья · g1 белый король | a8 чёрная ладья · d8 чёрная ладья · g8 чёрный король · c7 чёрный ферзь · d7 чёрный слон · e7 чёрный слон · f7 чёрная пешка · g7 чёрная пешка · h7 чёрная пешка · a6 чёрная пешка · c6 чёрный конь · d6 чёрная пешка · e6 чёрная пешка · f6 чёрный конь · b5 чёрная пешка · f5 белый конь · g5 белый слон · e4 белая пешка · b3 белый слон · c3 белый конь · g3 белый ферзь · a2 белая пешка · b2 белая пешка · c2 белая пешка · d2 белая пешка · f2 белая пешка · g2 белая пешка · h2 белая пешка · d1 белая ладья · e1 белая ладья · g1 белый король | a8 чёрная ладья · d8 чёрная ладья · g8 чёрный король · c7 чёрный ферзь · d7 чёрный слон · e7 чёрный слон · f7 чёрная пешка · g7 чёрная пешка · h7 чёрная пешка · a6 чёрная пешка · c6 чёрный конь · d6 чёрная пешка · e6 чёрная пешка · f6 чёрный конь · b5 чёрная пешка · f5 белый конь · g5 белый слон · e4 белая пешка · b3 белый слон · c3 белый конь · g3 белый ферзь · a2 белая пешка · b2 белая пешка · c2 белая пешка · d2 белая пешка · f2 белая пешка · g2 белая пешка · h2 белая пешка · d1 белая ладья · e1 белая ладья · g1 белый король | a8 чёрная ладья · d8 чёрная ладья · g8 чёрный король · c7 чёрный ферзь · d7 чёрный слон · e7 чёрный слон · f7 чёрная пешка · g7 чёрная пешка · h7 чёрная пешка · a6 чёрная пешка · c6 чёрный конь · d6 чёрная пешка · e6 чёрная пешка · f6 чёрный конь · b5 чёрная пешка · f5 белый конь · g5 белый слон · e4 белая пешка · b3 белый слон · c3 белый конь · g3 белый ферзь · a2 белая пешка · b2 белая пешка · c2 белая пешка · d2 белая пешка · f2 белая пешка · g2 белая пешка · h2 белая пешка · d1 белая ладья · e1 белая ладья · g1 белый король | a8 чёрная ладья · d8 чёрная ладья · g8 чёрный король · c7 чёрный ферзь · d7 чёрный слон · e7 чёрный слон · f7 чёрная пешка · g7 чёрная пешка · h7 чёрная пешка · a6 чёрная пешка · c6 чёрный конь · d6 чёрная пешка · e6 чёрная пешка · f6 чёрный конь · b5 чёрная пешка · f5 белый конь · g5 белый слон · e4 белая пешка · b3 белый слон · c3 белый конь · g3 белый ферзь · a2 белая пешка · b2 белая пешка · c2 белая пешка · d2 белая пешка · f2 белая пешка · g2 белая пешка · h2 белая пешка · d1 белая ладья · e1 белая ладья · g1 белый король | 1 |
|   | a | b | c | d | e | f | g | h |   |

Н. Гуриели — Р. Бояджиева-Гочева (Белград, 1986) 

1.е4 с5 2.Kf3 d6 3.d4 cd 4.К:d4 Kf6 5.Кс3 а6 6.Cc4 е6 7.Сb3 b5 8.Фf3 Фс7 9.Cg5 Се7 10.0—0 0—0 11.Фg3 Cd7 12.Лfe1 Кc6 13.Лad1 Лfd8 14.Kf5 (см. диаграмму) 14. … Ce8 15.К:g7 Kph8 16.С:f6 С:f6 17.Kh5 Фе7 18.е5 de 19.Ке4 Л:d1 20.Л:d1 Лd8 21.Л:d8 Ф:d8 22.с3 Ке7 23.Kh: f6, 1 : 0.

## Изменения рейтинга
| Графики недоступны из-за технических проблем. См. информацию на Фабрикаторе и на mediawiki.org. |